# Cyprinocirrhites polyactis
Cyprinocirrhites polyactis és una espècie de peix pertanyent a la família dels cirrítids i l'única del gènere Cyprinocirrhites.
Menja principalment crustacis pelàgics, copèpodes i d'altres organismes planctònics.
És un peix marí, associat als esculls i de clima tropical que viu entre 10 i 132 m de fondària.
Es troba a la conca Indo-Pacífica: des de l'Àfrica oriental fins a la costa sud-oriental de Sud-àfrica, Tonga, el sud del Japó, Nova Caledònia, el sud-est d'Austràlia i el nord de Nova Zelanda.
És inofensiu per als humans.

## Descripció
- Pot arribar a fer 15 cm de llargària màxima.
- El cos dels adults és clapejat de groc clar a marró ataronjat, mentre que els joves són daurats acarabassats.
- 10 espines i 16-17 radis tous a l'aleta dorsal i 3 espines i 6-7 radis tous a l'anal.[3][9]